# 8541 Schalkenmehren
8541 Schalkenmehren (1993 TZ32) là một tiểu hành tinh vành đai chính được phát hiện ngày 9 tháng 10 năm 1993 bởi E. W. Elst ở Đài thiên văn Nam Âu.